# Pertica (unità di misura)
La pertica è una unità di misura di lunghezza usata dagli antichi Romani. Si chiamano così sia una misura di lunghezza sia una di superficie, non standard, ancora oggi usate in alcune zone d'Italia.

## Lunghezza

### Roma antica
La pertica romana antica corrispondeva a 2,956 m. Era divisa in 10 piedi, per cui era anche detta decempeda.

### Dopo l'epoca romana
Rimase in uso anche dopo l'epoca romana e fa tuttora parte delle unità di misura tradizionali italiane. Alcuni esempi:
- pertica torinese: 6,165192 m
- pertica forlivese: 4,881598 m
- pertica bolognese: 3,800983 m
- pertica modenese: 3,138 m
- pertica bresciana: 2,852803 m
- pertica veronese: 2,057489 m.

La pertica era divisa in:
- dieci piedi (come la pertica romana) a Bologna e a Forlì;
- dodici piedi (o due trabucchi) a Torino;
- sei piedi a est (Venezia, Verona, Brescia, Modena ecc.).

In Veneto e a Brescia era anche detta cavezzo. Nella parte centrale della Pianura padana (Milano ecc.), probabilmente per non confonderla con la pertica superficiale, prese il nome di gettata, anche qui di 12 piedi, normalmente divisa in due trabucchi di 6 piedi.

## Superficie

### Pertica superficiale e pertica quadrata (o pertica quadra)
| Pertica                      | metri quadri |
| ---------------------------- | ------------ |
| milanese                     | 654,5179     |
| bergamasca                   | 662,31       |
| comasca                      | 654,52       |
| cremonese                    | 808,0469     |
| cremasca                     | 762,74       |
| forlivese (pertica quadrata) | 23,83        |
| valtellinese                 | 688,0776     |
| lodigiana                    | 716          |
| novarese                     | 654,5175     |
| pavese                       | 769,7913     |
| piacentina                   | 762,0186     |
| di Bobbio (PC)               | 789,6352     |
| di Vigevano (PV)             | 738,8871     |
| di Tortona (AL)              | 650          |

La pertica era usata fin dall'alto medioevo (si trova ampiamente già nei documenti del X secolo) nelle stesse zone in cui rimase in uso fino ad oggi. Era concepita come suddivisione (1/12) dello jugium o iugero medievale, intesa probabilmente come una striscia di terra ricavata da uno jugium e con la larghezza di una pertica lineare di 12 piedi: pertica superficiale.
Si noti, però, che laddove esisteva la pertica lineare, c'era anche la pertica quadrata, che corrispondeva alla tavola, concepita come un quadrato di una pertica (o canna o gettata) di lato. L'origine della pertica superficiale sopra indicata (come una striscia larga una pertica e lunga quanto uno iugero, ovvero 24 tavole) spiega l'enorme differenza tra la pertica quadra di certe zone, come ad esempio il forlivese, rispetto alla pertica superficiale (24 tavole) delle altre.
In alcune province la pertica è ancor oggi considerata unità base di contrattazione nelle compravendite fondiarie.

### Multipli e sottomultipli
La pertica superficiale faceva parte di un sistema completo di misurazioni agrimensorie.
- 1 pertica = 24 tavole.
- 1 iugero = 12 pertiche
- 1 manso  = 12 iugeri

Iugero e manso erano in uso solo nel medioevo.
La pertica quadrata forlivese, invece, era la centesima parte di una tornatura.

## Pertica moderna
La pertica è usata ancora oggi nel sistema di unità di misura topografico degli Stati Uniti d'America, denominato US Survey. Una pertica, in inglese rod, simbolo rd, vale 16,5 piedi, ovvero 5,02921 metri. 